# فهرست افراد اهل آبادان
در زیر فهرستی از افراد سرشناس اهل آبادان و یا مرتبط با آن آمده‌است.

## دانشگاه
- جیل آلیبون (۱۳۱۱–۱۳۷۷)، مورخ معماری انگلیسی (متولد آبادان، بزرگ شده ایران)[۱]
- غلامحسین دوانی (متولد ۱۳۳۲)، حسابدار
- یدالله داج (متولد ۱۳۲۳)، استاد دانشگاه در رشته آمار و احتمالات
- غزل امید، نویسنده و محقق حقوقی
- حمید رشیدی (متولد ۱۳۴۰)، وکیل

## کنشگری، حقوق شهروندی، و بشردوستی
- ایبی ناتان (۱۳۰۶–۱۳۸۷)، بشردوست و فعال صلح اسرائیلی[۲]

## هنر
| نام هنرمند     | شاخه                     | تولد | مرگ  | شروع فعالیت | محل سکونت فعلی | وضعیت فعلی      |
| -------------- | ------------------------ | ---- | ---- | ----------- | -------------- | --------------- |
| بیژن امکانیان  | بازیگر                   | ۱۳۳۲ |      |             |                |                 |
| حمید فرخ نژاد  | بازیگر                   | ۱۳۴۸ |      |             |                |                 |
| فرشته دیبائیان | خواننده                  | ۱۳۲۹ |      |             |                |                 |
| فرزین          | خواننده                  | ۱۳۳۱ | ۱۳۷۸ |             |                |                 |
| مهراد جم       | خواننده                  | ۱۳۷۶ |      |             | ایران          |                 |
| احمد ایراندوست | هنرپیشه خواننده بادیگارد | ۱۳۵۳ |      |             |                | هنرپیشه خواننده |

- نورین معتمد (متولد ۱۳۴۶)، هنرمند
- بهروز کریمی (متولد ۱۳۳۴ ) پدر شعبده بازی ایران
- امیر نادری (متولد ۱۳۲۵)، کارگردان فیلم
- خسرو پرویزی (۱۳۱۲–۱۳۹۱)، کارگردان فیلم
- سیامک شایقی (متولد ۱۳۳۳)، تهیه‌کننده و کارگردان فیلم
- محمود شولیزاده (متولد ۱۳۳۸)، کارگردان فیلم و فیلمنامه‌نویس
- آرامازد استپانیان (متولد ۱۳۳۰)، هنرپیشه، تهیه‌کننده، کارگردان و نمایشنامه‌نویس
- ناصر تقوایی (متولد ۱۳۲۰)، کارگردان فیلم و فیلمنامه‌نویس
- احمد ایراندوست (متولد ۱۳۵۳)، هنرپیشه، خواننده و بادیگارد سابق

## نویسندگان
| نام هنرمند         | متولد | شاخه | شروع فعالیت | محل سکونت فعلی | وضعیت فعلی |
| ------------------ | ----- | ---- | ----------- | -------------- | ---------- |
| فیروزه جزایری دوما | ۱۳۴۴  |      |             | آمریکا         |            |
| زویا پیرزاد        | ۱۳۳۱  |      |             |                |            |
| فرهاد حسن‌زاده      | ۱۳۴۱  | کودک |             |                |            |

## کسب و کار
- سیما ضرغامی (متولد ۱۳۴۱)، مدیر تلویزیون

## سیاست و حکومت
- ابراهیم رضایی بابادی (متولد ۱۳۳۴)، سیاست‌مدار

## ورزش
- علی عبدالله‌زاده (متولد ۱۳۷۲)، مدافع فوتبال
- احمدرضا عابدزاده (متولد ۱۳۴۵)، فوتبالیست بازنشسته
- پاتریک بابومیان (متولد ۱۳۵۸)، مرد قوی
- عبدالرضا برزگری (متولد ۱۳۳۷)، فوتبالیست بازنشسته
- کریم باوی (متولد ۱۳۴۳)، فوتبالیست بازنشسته
- محسن بیاتی‌نیا (متولد ۱۳۵۹)، فوتبالیست سابق و مربی
- علی فیروزی (متولد ۱۳۳۴)، مربی فوتبال
- بهمن گلبارنژاد (۱۳۴۷–۱۳۹۵)، دوچرخه‌سوار پارالمپیک
- مهدی هاشمی‌نسب (متولد ۱۳۵۲)، فوتبالیست بازنشسته
- احمد خذیراوی (متولد ۱۳۶۸)، فوتبالیست
- مجاهد خذیراوی (متولد ۱۳۵۹)، فوتبالیست
- غلامحسین مظلومی (۱۳۲۹–۱۳۹۳)، فوتبالیست
- پرویز مظلومی (متولد ۱۳۳۳)، فوتبالیست بازنشسته
- حسین نسیم (متولد ۱۳۳۱)، شناگر
- حسن نظری (متولد ۱۳۳۵)، مربی فوتبال
- فاخر تهامی (متولد ۱۳۷۵)، مهاجم فوتبال
- حسین وفایی (متولد ۱۳۷۳)، بازیکن حرفه‌ای اسنوکر
- پرویز دهداری (۱۳۱۱) ، بازیکن و مربی فوتبال
- ابراهیم تهامی (متولد ۱۳۴۵)، فوتبالیست بازنشسته